# Unterseeboot UC-24
Pour les autres navires du même nom, voir Unterseeboot 24.
L'Unterseeboot UC-24 est un sous-marin (U-Boot) mouilleur de mines allemand de type UC II utilisé par la Kaiserliche Marine pendant la Première Guerre mondiale. Le U-boot a été commandé le 29 août 1915 et lancé le 4 mars 1916. Il a été mis en service dans la marine impériale allemande le 15 août 1916 sous le nom de UC-24. En quatre patrouilles, l'UC-24 a coulé 4 navires, soit par ses torpilles, soit par les mines qu’il a posées. L'UC-24 a été torpillé et coulé le 24 mai 1917 par le sous-marin français Circé au large de Molunat, actuellement Dubrovnik en Croatie. L’épave a été retrouvée fin 2019 à une profondeur de 85 m, à 2 milles marins du continent.

## Conception
Sous-marin de type UC II, l'UC-24 avait un déplacement de 417 tonnes en surface et de 493 tonnes en plongée. Il avait une longueur hors tout de 49,35 m, un maître-bau de 5,22 m et un tirant d'eau de 3,65 m. Le sous-marin était propulsé par deux moteurs diesel 6 cylindres à quatre temps produisant chacun 250 ch (180 kW), soit un total de 500 ch (370 kW), et par deux moteurs électriques produisant 460 ch (340 kW), actionnant deux arbres d'hélice.
Le sous-marin avait une vitesse maximale de 11,6 nœuds (21,5 km/h) en surface et de 7 nœuds (13 km/h) en immersion. Son autonomie était de 9430 milles marins (17460 km) à 7 nœuds (13 km/h) en surface, et de 55 milles marins (102 km) à 4 nœuds (7,4 km/h) en immersion. Il lui fallait 35 secondes pour plonger, et il était capable d’opérer à une profondeur maximale de 50 mètres.
L'UC-24 était équipé de trois tubes lance-torpilles de 500 mm, un à l’arrière et deux à l’avant, avec sept torpilles, et d’un canon de pont de 8,8 cm SK L/30. Mais son arme principale était ses six puits de mine de 1000 mm portant dix-huit mines UC 200. Son effectif était de vingt-six membres d’équipage.

## Affectations
- I Flottille : du 13 novembre 1916 au 21 février 1917
- Flottille de Pola : du 21 février au 24 mai 1917

## Commandants
- Kapitänleutnant Kurt Willich : du 17 août 1916 au 24 mai 1917

## Navires coulés
| Date            | Nom       | Nationalité      | Tonnage | Destin |
| --------------- | --------- | ---------------- | ------- | ------ |
| 4 février 1917  | Solbakken | Norvège          | 2616    | Coulé  |
| 6 février 1917  | Ellavore  | Norvège          | 2733    | Coulé  |
| 6 février 1917  | Havgard   | Norvège          | 1279    | Coulé  |
| 11 juillet 1917 | Siracusa  | Royaume d'Italie | 3187    | Coulé  |